# Otto Ferdinand Lorenz

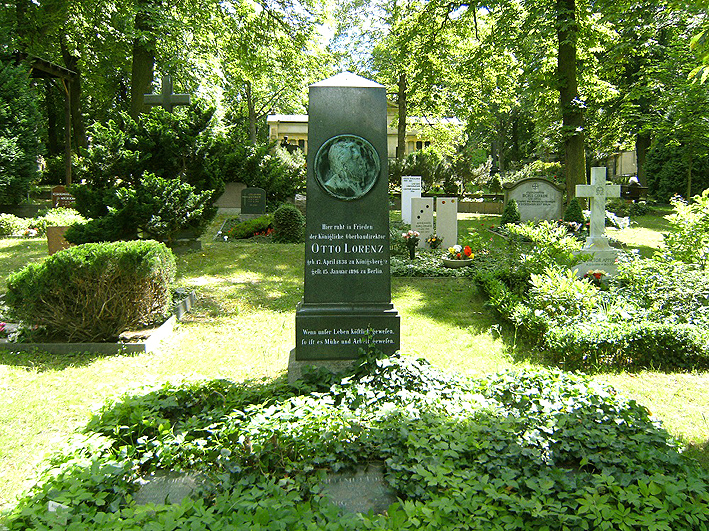
Grab auf dem Alten St.-Matthäus-Kirchhof in Berlin-Schöneberg mit Porträtmedaillon von Otto Gradler.

Otto Ferdinand Lorenz (* 17. April 1838 in Königsberg; † 15. Januar 1896 in Berlin) war ein deutscher Architekt und preußischer Baubeamter.

## Leben
Nachdem seine Eltern früh verstorben waren, erhielt Lorenz seine Erziehung durch einen technisch gebildeten Onkel. Als Baueleve war er in Königsberg bei Schlossbauinspektor Hecker und Bauinspektor Arndt tätig. Er studierte an der Berliner Bauakademie und absolvierte 1860 die Bauführerprüfung (erstes Staatsexamen). Danach war er praktisch tätig bei Kirchenbauten in Bochow bei Groß Kreutz, Lietzow bei Nauen und Fehrbellin sowie beim Umbau des Statistischen Amts an der Lindenstraße in Berlin.
1866 legte er die Baumeisterprüfung (zweites Staatsexamen) ab, war bis 1872 im preußischen Staatsdienst in Berlin und 1872–1873 als Landbaumeister bei der Bezirksregierung Liegnitz tätig. 1873 wurde er Bauinspektor bei der Ministerial-Baukommission in Berlin, 1884 Regierungs- und Baurat bei der Bezirksregierung Potsdam; 1888 wechselte er als Geheimer Baurat und Vortragender Rat für das Ressort Universitätsbauten an das preußische Ministerium der öffentlichen Arbeiten.
Am 7. Oktober 1889 wurde er zum Mitglied der Preußischen Akademie des Bauwesens berufen, 1893 zum Geheimen Oberbaurat und am 31. Juli 1895 zum Oberbaudirektor befördert. Er war Mitherausgeber der Zeitschrift für Bauwesen.
Lorenz hatte bereits einige Zeit mit gesundheitlichen Problemen zu kämpfen. Kurz vor seinem Tod litt er in Folge einer Grippeerkrankung an einer Lungenentzündung. Er starb am Abend des 15. Januar 1896 im Alter von 57 Jahren in Berlin und wurde auf dem Alten St.-Matthäus-Kirchhof in Schöneberg beigesetzt. Sein Grabstein trägt ein von dem Bildhauer Otto Gradler geschaffenes Porträtmedaillon.

## Bauten
- 1858–1862: Dorfkirche Bochow bei Groß Kreutz (Havel)
- 1863–1865: Dorfkirche Lietzow bei Nauen
- 1865–1866: Stadtkirche Fehrbellin in Fehrbellin
- 1868–1872 und 1873–1876: Bauleitung bei der Strafanstalt Plötzensee in Berlin (Entwürfe von Heinrich Herrmann und Paul Spieker)
- 1877–1882: Bauleitung und Teilentwürfe für das Kriminalgericht und Untersuchungsgefängnis in Berlin-Moabit (Entwürfe und Oberbauleitung Heinrich Herrmann)
- 1878/79: Umbau der Sternwarte Lindenstraße in Berlin (zusammen mit Fritz Zastrau)
- 1882–1885: Bauleitung Land- und Amtsgericht II am Halleschen Ufer in Berlin (Entwurf von Heinrich Herrmann)
- 1894: Chirurgische Universitätsklinik in Marburg.

## Ehrungen
- 1876: Roter Adlerorden, Klasse IV.
- 1892: Roter Adlerorden, Klasse III. mit Schleife